# Cirque du Soleil: Departe, în alte lumi
Cirque du Soleil: Departe, în alte lumi (Cirque du Soleil: Worlds Away) este un film fantastic regizat de Andrew Adamson. A fost lansat pe 11 ianuarie 2013.

## Acțiunea
O tânără și un tânăr sunt despărțiți fără voia lor și trebuie să pornească într-o călătorie prin lumi fantastice pentru a se regăsi. 

## Distribuția
Erica Linz (Mia)
Igor Zaripov (Artistul de la trapez)
Matt Gillanders (Aruncătorul de foc)
Dallas Barnett (Șeful)
Sophia Elisabeth (Amy)
Lutz Halbhubner (Maestrul de ceremonii)
Jason Berrent